# Robert Mckee
Robert McKee (Detroit, Michigan; 1941) és un autor i conferencista estatunidenc que imparteix cursos d'escriptura de guions cinematogràfics i televisius. El seminari denominat El guió (Story Seminar, en anglès) gaudeix de cert reconeixement entre els aspirants a guionistes.
McKee és l'autor del llibre El guió: substància, estructura, estil i principis de l'escriptura de guions, publicat a Espanya per l'editorial Alba. La versió original en anglès es titula Story: Substance, Structure, Style and Principles of Screenwriting. El llibre tracta l'estructura narrativa de l'escriptura de guions cinematogràfics i arriba a conclusions sobre el que fa que una història acabi sent una pel·lícula més o menys interessant. Segons McKee, les teories que exposa poden aplicar-se en l'anàlisi o creació de qualsevol altre gènere narratiu.

## Inicis al teatre
Robert McKee va començar la seva carrera de teatre a l'edat de nou, interpretant el protagonista en una producció de teatre de Martin el Sabater. Va rebre la Beca Evans i va assistir a la Universitat de Michigan, on es va graduar en Literatura anglesa. Mentre estudiava, va actuar i dirigir més de trenta funcions.
Després de graduar-se, McKee va dirigir el Toledo Repertory Company, va actuar amb el Festival de Teatre americà, i va ser director artístic de l'Aaron Deroy Theater. D'allà va viatjar a Londres per acceptar la posició de artist-in-residence al National Theter Company. Al tornar a Nova York, va treballar set anys com a director i actor en la indústria de Broadway.

## Feina en la industria cinematogràfica
Després de decidir-se pel cinema, McKee va anar a l'escola de cinema de la Universitat de Michigan. Allà va dirigir dos curtmetratges: A Day Off, que també havia escrit, i Talk To Me Like The Rain, adaptat d'una obra de Tennessee Williams. Aquests dues pel·lícules van guanyar el Premi Cine Eagle, premis al festival de cinema de Brussel·les i Grenoble, i premis als festivals Delta, Rochester, Chicago i Baltimore.
Al 1979, McKee, a Los Angeles, va començar escrivint guions i treballant com a analista d'històries per a United Artists i la NBC. Va vendre el seu primer guió Dead Files a AVCO/Embassy Films, per després unir-se al WGA (Gremi d'Escriptors d'Amèrica). El seu segon guió, Hard Knocks, va guanyar la National Screenwriting Competicion, i des de llavors McKee va guionitzar vuit pel·lícules, incloent-hi Trophy, de la Warner Bros. (Només un dels seus guions va arribar a la gran pantalla). En afegitó als seus guions cinematogràfics, McKee ha dut a la televisió sèries com Quincy, M.E. (amb Jack Klugman), Senyora Columbo (amb Kate Mulgrew), Spenser: for hire and Kojak (starring Telly Savalas). McKee va ser instructor en la primerenca Escola del Cinema de Los Angeles.

## Idees
McKee és conegut per la seva oposició a la idea establerta que el director de cinema és l'autor de la pel·lícula. Per contra, McKee entén que l'escriptor o guionista és el creador més important d'una pel·lícula. El director, igual que els actors, són artistes que interpreten. Els actors interpreten un personatge i el director interpreta un guió. No obstant això, el guionista, igual que el compositor musical, és un artista creatiu que comença amb una pàgina en blanc i acaba amb una obra. Per demostrar el seu punt de vista, McKee sol posar el següent exemple: que un guionista vagi al director amb 120 pàgines en blanc (un guió per a una pel·lícula de dues hores) i li digui: «Dirigeix això!».
McKee reivindica la pel·lícula Casablanca (1943) com la millor pel·lícula de la història del cinema en oposició a Ciutadà Kane (1941), de Orson Welles, que apareix com a millor pel·lícula de tots els temps en diverses enquestes dutes a terme a crítics cinematogràfics [2]. McKee també fa apologia d'Ingmar Bergman com a millor guionista de la història del cinema.

## Llibres
- Story: Substance, Structure, Style and the Principles of Screenwriting (1997)
- Dialogue: the Art of Verbal Action for Stage, Page and Screen (2016)
- Storynomics: Story-Driven Marketing in the Post-Advertising World (2018)
- Character: The Art of Role and Cast Design for Page, Stage, and Screen (2021)

## Crítiques
Tot i que l'obra de McKee pugui semblar una forma nova d'entendre la narrativa, moltes de les idees que discuteix estan presents ja en els escrits d'Aristòtil i en les obres d'altres autors teòrics de la narrativa, com John Howard Lawson.
A McKee se li critica i apareix en diverses obres, per exemple, en Missionnaire, de l'autor francès Joann Sfar, i en la pel·lícula de Charlie Kaufman i Spike Jonze Adaptation, el lladre d'orquídies, de 2002. En aquesta pel·lícula McKee va fer canvis substancials en el guió i va escollir a l'actor escocès Brian Coix per interpretar-ho a ell.